# Campeonato Europeo de Waterpolo Masculino de 2012
El XXX Campeonato Europeo de Waterpolo Masculino se celebró en Eindhoven (Países Bajos) entre el 16 y el 29 de enero de 2012. El evento fue organizado por la Liga Europea de Natación (LEN) y la Real Federación Neerlandesa de Natación.
Los partidos se efectuaron en el Estadio de Natación Pieter van den Hoogenband de la ciudad holandesa. Participaron en total 12 selecciones nacionales divididas en 2 grupos.

## Grupos
| Grupo A      | Grupo B    |
| ------------ | ---------- |
| Macedonia    | Serbia     |
| Grecia       | Alemania   |
| Hungría      | Croacia    |
| Italia       | Rumania    |
| Países Bajos | Montenegro |
| Turquía      | España     |

## Fase preliminar
El primer equipo de cada grupo pasa directamente a las semifinales. Los equipos clasificados en segundo y tercer puesto tienen que disputar primero la clasificación a cuartos. Los equipos restantes juegan entre sí por los puestos 8 a 12.

### Grupo A
| Equipo       | J | G | E | P | GF | GC | DG  | PTS |
| ------------ | - | - | - | - | -- | -- | --- | --- |
| Hungría      | 5 | 5 | 0 | 0 | 76 | 32 | +44 | 15  |
| Italia       | 5 | 4 | 0 | 1 | 71 | 37 | +34 | 12  |
| Grecia       | 5 | 3 | 0 | 2 | 58 | 39 | +19 | 9   |
| Países Bajos | 5 | 2 | 0 | 3 | 46 | 62 | -16 | 6   |
| Macedonia    | 5 | 1 | 0 | 4 | 44 | 53 | -9  | 3   |
| Turquía      | 5 | 0 | 0 | 5 | 22 | 94 | -72 | 0   |

- Resultados

| Fecha | Hora¹ | Partido      | Partido | Partido      | Resultado |
| ----- | ----- | ------------ | ------- | ------------ | --------- |
| 16.01 | 13:00 | Macedonia    | -       | Turquía      | 16-4      |
| 16.01 | 19:45 | Grecia       | -       | Países Bajos | 14-12     |
| 16.01 | 21:15 | Hungría      | -       | Italia       | 12-8      |
| 17.01 | 13:00 | Macedonia    | -       | Grecia       | 6-10      |
| 17.01 | 19:00 | Países Bajos | -       | Hungría      | 6-19      |
| 17.01 | 20:30 | Turquía      | -       | Italia       | 7-24      |
| 19.01 | 13:00 | Hungría      | -       | Macedonia    | 14-9      |
| 19.01 | 14:30 | Grecia       | -       | Turquía      | 20-2      |
| 19.01 | 19:00 | Italia       | -       | Países Bajos | 14-6      |
| 21.01 | 14:30 | Macedonia    | -       | Italia       | 5-15      |
| 21.01 | 16:00 | Turquía      | -       | Países Bajos | 7-12      |
| 21.01 | 19:00 | Grecia       | -       | Hungría      | 7-9       |
| 23.01 | 14:30 | Turquía      | -       | Hungría      | 2-22      |
| 23.01 | 19:00 | Macedonia    | -       | Países Bajos | 8-10      |
| 23.01 | 20:30 | Italia       | -       | Grecia       | 10-7      |

- (¹) –  Hora local de los Países Bajos (UTC+1).

### Grupo B
| Equipo     | J | G | E | P | GF | GC | DG  | PTS |
| ---------- | - | - | - | - | -- | -- | --- | --- |
| Serbia     | 5 | 4 | 0 | 1 | 57 | 45 | +12 | 12  |
| Montenegro | 5 | 3 | 1 | 1 | 53 | 42 | +11 | 10  |
| Alemania   | 5 | 3 | 0 | 2 | 55 | 54 | +1  | 9   |
| Croacia    | 5 | 3 | 0 | 2 | 52 | 50 | +2  | 9   |
| España     | 5 | 1 | 1 | 3 | 47 | 55 | -8  | 4   |
| Rumania    | 5 | 0 | 0 | 5 | 39 | 57 | -18 | 0   |

- Resultados

| Fecha | Hora¹ | Partido    | Partido | Partido    | Resultado |
| ----- | ----- | ---------- | ------- | ---------- | --------- |
| 16.01 | 14:30 | Croacia    | -       | Rumania    | 10-7      |
| 16.01 | 16:00 | Alemania   | -       | Montenegro | 7-13      |
| 16.01 | 17:30 | Serbia     | -       | España     | 8-5       |
| 17.01 | 14:30 | Serbia     | -       | Alemania   | 13-12     |
| 17.01 | 16:00 | España     | -       | Rumania    | 12-10     |
| 17.01 | 17:30 | Montenegro | -       | Croacia    | 8-10      |
| 19.01 | 16:00 | Alemania   | -       | España     | 16-10     |
| 19.01 | 17:30 | Croacia    | -       | Serbia     | 12-15     |
| 19.01 | 20:30 | Rumania    | -       | Montenegro | 8-11      |
| 21.01 | 13:00 | Serbia     | -       | Rumania    | 14-5      |
| 21.01 | 17:30 | España     | -       | Montenegro | 10-10     |
| 21.01 | 20:30 | Alemania   | -       | Croacia    | 10-9      |
| 23.01 | 13:00 | Croacia    | -       | España     | 11-10     |
| 23.01 | 16:00 | Serbia     | -       | Montenegro | 7-11      |
| 23.01 | 17:30 | Rumania    | -       | Alemania   | 9-10      |

- (¹) –  Hora local de los Países Bajos (UTC+1).

## Fase final

### Partidos de clasificación
- Puestos 9.º a 12.º

| Fecha | Hora¹ | Partido   | Partido | Partido | Resultado |
| ----- | ----- | --------- | ------- | ------- | --------- |
| 25.01 | 14:00 | Macedonia | -       | Rumania | 10-12     |
| 25.01 | 16:00 | Turquía   | -       | España  | 4-16      |

- (¹) –  Hora local de los Países Bajos (UTC+1).

- Puestos 7.º a 10.º

| Fecha | Hora¹ | Partido | Partido | Partido      | Resultado          |
| ----- | ----- | ------- | ------- | ------------ | ------------------ |
| 27.01 | 14:00 | Rumania | -       | Croacia      | 12-12 (4-3) –pen.– |
| 27.01 | 16:00 | España  | -       | Países Bajos | 14-9               |

- (¹) –  Hora local de los Países Bajos (UTC+1).
- (pen.) – Penaltis

- Noveno lugar

| Fecha | Hora¹ | Partido | Partido | Partido      | Resultado |
| ----- | ----- | ------- | ------- | ------------ | --------- |
| 28.01 | 09:00 | Croacia | -       | Países Bajos | 16-4      |

- Séptimo lugar

| Fecha | Hora¹ | Partido | Partido | Partido | Resultado |
| ----- | ----- | ------- | ------- | ------- | --------- |
| 28.01 | 10:30 | Rumania | -       | España  | 8-9       |

- (¹) –  Hora local de los Países Bajos (UTC+1).

|  | Cuartos final | Cuartos final | Cuartos final |            |    | Semifinales | Semifinales  | Semifinales  |              |        | Final   | Final   | Final |  |
|  |               |               |               |            |    |             |              |              |              |        |         |         |       |  |
|  |               |               |               |            |    |             |              |              |              |        |         |         |       |  |
|  |               |               |               |            |    |             |              |              |              |        |         |         |       |  |
|  |               |               |               |            |    |             |              |              |              |        |         |         |       |  |
|  |               |               |               |            |    |             |              |              |              |        |         |         |       |  |
|  |               | Serbia        | Serbia        | 12         |    |             |              |              |              |        |         |         |       |  |
|  |               |               |               | 12         |    |             |              |              |              |        |         |         |       |  |
|  |               |               | Italia        | Italia     | 8  |             |              |              |              |        |         |         |       |  |
|  | Italia        | Italia        | Italia        | Italia     | 8  | 9           |              |              |              |        |         |         |       |  |
|  | Italia        | Italia        |               |            |    |             |              |              |              |        |         |         |       |  |
|  | Alemania      | Alemania      | 4             |            |    |             |              |              |              |        |         |         |       |  |
|  | Alemania      | Alemania      | 4             |            |    |             |              |              |              | Serbia | Serbia  | 9       |       |  |
|  |               |               |               |            |    |             |              |              |              | Serbia | Serbia  | 9       |       |  |
|  |               |               | Montenegro    | Montenegro | 8  |             |              |              |              |        |         |         |       |  |
|  |               |               | Montenegro    | Montenegro | 8  |             |              |              |              |        |         |         |       |  |
|  |               |               |               |            |    |             |              |              |              |        |         |         |       |  |
|  |               |               |               |            |    |             |              |              |              |        |         |         |       |  |
|  |               | Hungría       | Hungría       | 13         |    |             | Tercer lugar | Tercer lugar | Tercer lugar |        |         |         |       |  |
|  |               |               |               | 13         |    |             | Tercer lugar | Tercer lugar | Tercer lugar |        |         |         |       |  |
|  |               |               | Montenegro    | Montenegro | 14 |             |              |              |              |        |         |         |       |  |
|  | Grecia        | Grecia        | Montenegro    | Montenegro | 14 | 9           |              |              | Italia       | Italia | 9       |         |       |  |
|  | Grecia        | Grecia        |               |            |    |             |              |              | Italia       | Italia | 9       |         |       |  |
|  | Montenegro    | Montenegro    | 11            |            |    |             |              |              |              |        | Hungría | Hungría | 12    |  |
|  | Montenegro    | Montenegro    | 11            |            |    |             |              |              |              |        | Hungría | Hungría | 12    |  |
|  |               |               |               |            |    |             |              |              |              |        |         |         |       |  |

### Cuartos de final
| Fecha | Hora¹ | Partido | Partido | Partido    | Resultado |
| ----- | ----- | ------- | ------- | ---------- | --------- |
| 25.01 | 18:00 | Italia  | -       | Alemania   | 9-4       |
| 25.01 | 20:00 | Grecia  | -       | Montenegro | 9-11      |

- (¹) –  Hora local de los Países Bajos (UTC+1).

### Semifinales
| Fecha | Hora¹ | Partido    | Partido | Partido | Resultado |
| ----- | ----- | ---------- | ------- | ------- | --------- |
| 27.01 | 18:00 | Italia     | -       | Serbia  | 8-12      |
| 27.01 | 20:00 | Montenegro | -       | Hungría | 14-13     |

- (¹) –  Hora local de los Países Bajos (UTC+1).

### Quinto lugar
| Fecha | Hora¹ | Partido  | Partido | Partido | Resultado |
| ----- | ----- | -------- | ------- | ------- | --------- |
| 28.01 | 12:00 | Alemania | -       | Grecia  | 9-6       |

### Tercer lugar
| Fecha | Hora¹ | Partido | Partido | Partido | Resultado |
| ----- | ----- | ------- | ------- | ------- | --------- |
| 29.01 | 13:30 | Italia  | -       | Hungría | 9-12      |

### Final
| Fecha | Hora¹ | Partido | Partido | Partido    | Resultado |
| ----- | ----- | ------- | ------- | ---------- | --------- |
| 29.01 | 15:30 | Serbia  | -       | Montenegro | 9-8       |

- (¹) –  Hora local de los Países Bajos (UTC+1).

## Medallero
|        |            |         |
| Serbia | Montenegro | Hungría |

## Estadísticas

### Clasificación general
| 1. Serbia        |
| 2. Montenegro    |
| 3. Hungría       |
| 4. Italia        |
| 5. Alemania      |
| 6. Grecia        |
| 7. España        |
| 8. Rumania       |
| 9. Croacia       |
| 10. Países Bajos |
| 11. Macedonia    |
| 12. Turquía      |

### Máximos goleadores
| Puesto | Nombre          | País       | Goles |
| ------ | --------------- | ---------- | ----- |
| 1      | Sandro Sukno    | Croacia    | 24    |
| 2      | Mlađan Janović  | Montenegro | 20    |
|        | Andreas Miralis | Grecia     | 20    |
| 4      | Felipe Perrone  | España     | 17    |
|        | Cosmin Radu     | Rumania    | 17    |